# Bathymaster derjugini
Bathymaster derjugini е вид бодлоперка от семейство Bathymasteridae.

## Разпространение
Видът е разпространен в Русия (Амурска област, Курилски острови, Приморски край и Сахалин) и Япония.

## Описание
На дължина достигат до 18 cm.